# Procirrus
Procirrus – rodzaj chrząszczy z rodziny kusakowatych i podrodziny żarlinków. Obejmuje 29 opisanych gatunków. Zamieszkują Afroeurazję i Australię, głównie strefę międzyzwrotnikową.

## Morfologia
Chrząszcze o mocno wydłużonym ciele. Głowa jest wydłużona, za oczami zwężona ku szypułkowatej szyi, pozbawiona kątów tylnych. Wierzch ma gęsto pokryty pępkowatymi punktami. Zaopatrzona jest w poprzeczną listewkę międzyczułkową, pozbawiona zaś listewki nuchalnej, bruzdy postokularnej oraz listewki na tylnej krawędzi. Czułki nie mają pędzla kolcowatych szczecinek na ostatnim członie. Aparat gębowy cechuje się dwoma parami ząbków na przedniej krawędzi wargi górnej, rozdwojonym wierzchołkiem ząbka na żuwaczkach, wrzecionowatym ostatnim członem głaszczków szczękowych oraz szeroko rozstawionymi i wąsko zaokrąglonymi na końcach języczkami. Dłuższe niż szersze, w zarysie trapezowate, najszersze w przedniej ćwiartce przedplecze jest gęsto pokryte pępkowatymi punktami i ma mocno zredukowaną lub całkiem zanikłą listewkę krawędziową. Powierzchnia tarczki jest owłosiona. Pokrywy pozbawione są szeregu szczecinek na tylnej krawędzi. Hypomery są gęsto punktowane. Na basisternum przedtułowia brak pośrodkowego żeberka. Śródpiersie również nie ma pośrodkowego żeberka. Odnóża przedniej pary mają człony stóp od pierwszego do czwartego nabrzmiałe, a człon piąty od spodu owłosiony. Walcowaty, pozbawiony łuskowatej rzeźby odwłok ma trzeci segment o zlanych tergum i sternum oraz wykształconych listewkach paratergalnych, segment siódmy o sternum i tergum oddzielonych, dziewiąte tergum płytko i wąsko wcięte oraz zaopatrzone w krótkie, wąskie i lekko dobrzusznie odgięte wyrostki boczno-wierzchołkowe, a dziesiąte tergum zaokrąglone na szczycie. Genitalia samca mają niesymetryczny edeagus, podzielony na dwa skleryty płat nasadowy oraz długie i wąskie paramery oddzielone od płata środkowego.

## Ekologia i występowanie
Owady te preferują siedliska wilgotne. Bytują w ściółce leśnej, próchnicy i detrytusie, chętnie w pobliżu cieków wodnych. Znajdywane są na rzędnych do 1950 m n.p.m.
Przedstawiciele rodzaju występują w krainach: etiopskiej, palearktycznej, orientalnej i australijskiej. Najwięcej, bo 18 gatunków zamieszkuje Afrykę. Spośród nich P. lefebvrei jako jedyny dociera do południowych krańców Europy, będąc podawanym z południowych części Hiszpanii i Włoch. Dwa gatunki obecne są w Azji Zachodniej. Jeden lub dwa docierają do palearktycznej Azji Wschodniej. 6 gatunków wykazano z Australii.

## Taksonomia
Takson ten wprowadził w 1829 roku Pierre-André Latreille. Gatunkiem typowym został Procirrus lefebvrei. W 1846 roku ten sam gatunek umieszczony został przez Louisa A.A. Chevrolata w nowym rodzaju Microphius, którego synonimizacji z Procirrus dokonał w 1952 roku Richard E. Blackwelder. Z kolei w 1934 roku Carl Koch umieścił Procirrus saulcyi w nowym podrodzaju Procirrinus, który to zsynonimizowany został w 2010 roku przez Lee Hermana.
Analizy filogenetyczne L. Hermana z 2010 roku oraz J.J. Shawa i innych z 2020 roku wskazują na tworzenie przez Neoprocirrus, Procirrus i Paraprocirrus kladu, charakteryzującego się wydłużoną głową i wrzecionowatym ostatnim członem głaszczków szczękowych. Według wyników Hermana Procirrus zajmuje w tym kladzie pozycję bazalną, zaś według wyników Shawa i innych siostrzaną dla Paraprocirrus.
Do rodzaju tego zalicza się 29 opisanych gatunków:

- Procirrus abyssinicus Fagel, 1971
- Procirrus allardianus Fagel, 1971
- Procirrus antiquus Lea, 1923
- Procirrus aristidis Fauvel, 1886
- Procirrus bacillus Fagel, 1971
- Procirrus bicolor Fagel, 1971
- Procirrus castelnaui Fauvel, 1878
- Procirrus congoensis Fagel, 1971
- Procirrus crocodilus Bernhauer, 1927
- Procirrus dolichoderes Lea, 1923
- Procirrus feae Fauvel, 1895
- Procirrus ferrugineus Lea, 1923
- Procirrus filiformis Fagel, 1971
- Procirrus fusculus Sharp, 1889
- Procirrus garambanus Fagel, 1971
- Procirrus hermani Drugmand, 1989
- Procirrus iti Drugmand, 2004
- Procirrus keanus Fagel, 1971
- Procirrus kwangensis Fagel, 1971
- Procirrus latipennis Fagel, 1971
- Procirrus lefebvrei Latreille, 1829
- Procirrus lewisii Sharp, 1889
- Procirrus nimbaensis Fagel, 1971
- Procirrus opacus Lea, 1923
- Procirrus saulcyi Fauvel, 1873
- Procirrus senegalensis Fagel, 1971
- Procirrus strictus Fagel, 1957
- Procirrus uniformis Fagel, 1971
- Procirrus victoriae Fauvel, 1878